# Campionat de Catalunya d'atletisme - 400 metres tanques
Els 400 metres tanques és una prova del Campionat de Catalunya d'atletisme que es realitza des del 1925 en categoria masculina i des del 1977 en categoria femenina.
La primera edició dels 400 metres tanques del Campionat de Catalunya no arribà fins a l'any 1925 i el primer vencedor fou Manuel Mateu i Térmens del Badalona, amb un temps d'un minut, dos segons i vuit dècimes. No fou fins 1930 quan arribà el primer atleta campió amb un temps inferior al minut. Fou l'atleta del Barcelona Joaquim Roca Laforga. En categoria femenina la primera edició dels 400 metres tanques es disputà l'any 1977 i fou guanyada per Glòria Pujol Clusella.
En categoria masculina, fins a l'any 2024, els atletes amb més campionats són Joaquim Roca Laforga amb 7 títols, seguit de Bernat Guerri Sánchez (6 títols) i Juan Enrique Vallés Pastor (5 títols). En categoria femenina les atletes més reeixides són Yolanda Dolz Pérez de los Cobos i Laia Forcadell Arenas, ambdues amb 6 triomfs, i Geena Stephens Co amb 4 títols.

## Historial

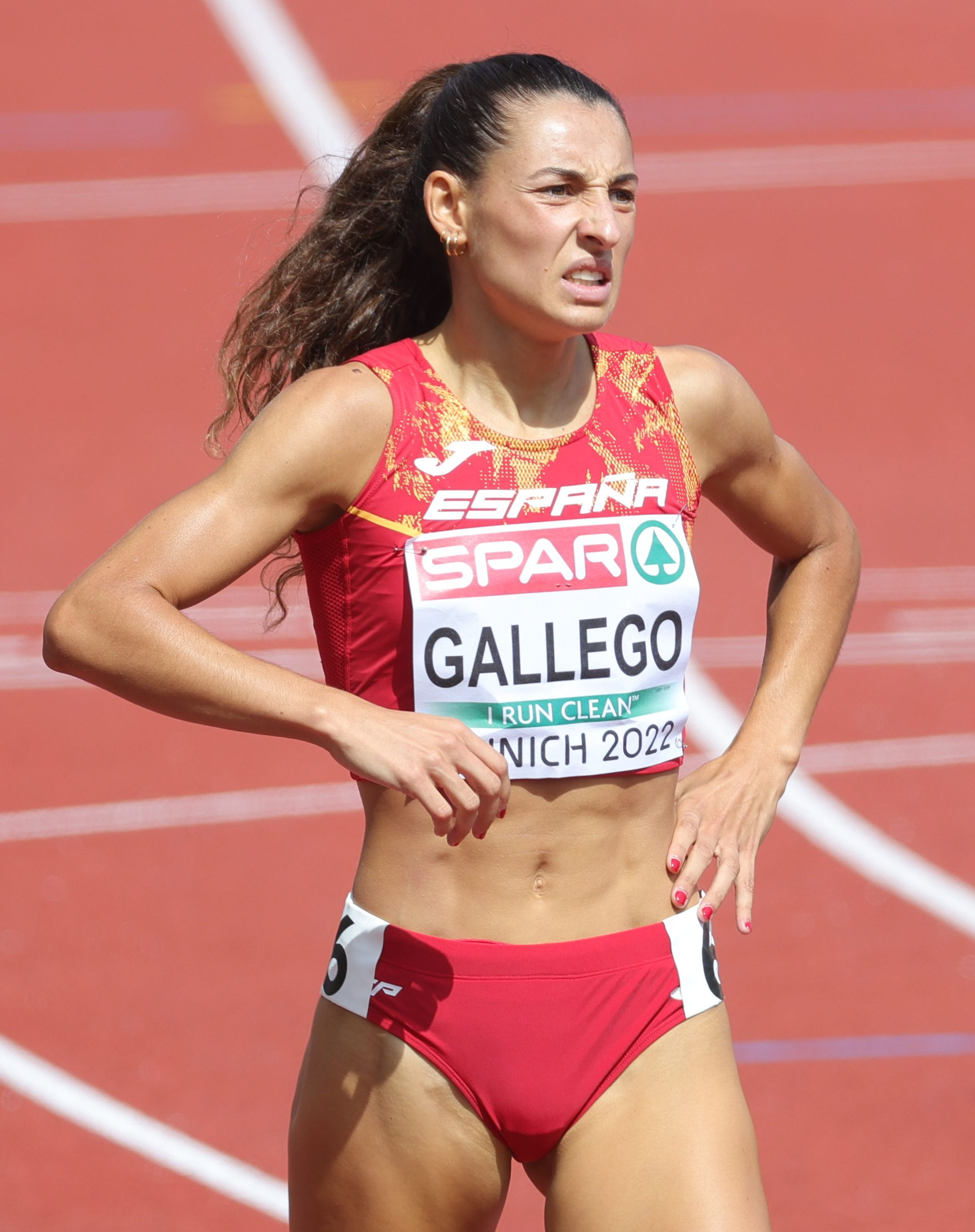
Sara Gallego guanyà tres campionats entre 1916 i 1919.

| Edició   | Data | Competició masculina              | Competició masculina              | Competició masculina              | Competició femenina                   | Competició femenina                   | Competició femenina                   | refs.       |
| Edició   | Data | Campió                            | Club                              | Temps                             | Campiona                              | Club                                  | Temps                                 | refs.       |
| -------- | ---- | --------------------------------- | --------------------------------- | --------------------------------- | ------------------------------------- | ------------------------------------- | ------------------------------------- | ----------- |
| VIII     | 1925 | Manuel Mateu                      | FC Badalona                       | 1:02.8                            | la categoria femenina començà el 1977 | la categoria femenina començà el 1977 | la categoria femenina començà el 1977 | [ 2 ]       |
| IX       | 1926 | Manuel Mateu                      | FC Badalona                       | 1:02.6                            | la categoria femenina començà el 1977 | la categoria femenina començà el 1977 | la categoria femenina començà el 1977 | [ 2 ]       |
| X        | 1927 | Manuel Mateu                      | FC Badalona                       | 1:03.8                            | la categoria femenina començà el 1977 | la categoria femenina començà el 1977 | la categoria femenina començà el 1977 | [ 2 ]       |
| XI       | 1928 | Manuel Mateu                      | FC Badalona                       | 1:02.0                            | la categoria femenina començà el 1977 | la categoria femenina començà el 1977 | la categoria femenina començà el 1977 | [ 2 ]       |
| XII      | 1929 | Joaquim Roca                      | FC Barcelona                      | 1:02.0                            | la categoria femenina començà el 1977 | la categoria femenina començà el 1977 | la categoria femenina començà el 1977 | [ 2 ]       |
| XIII     | 1930 | Joaquim Roca                      | FC Barcelona                      | 59.2                              | la categoria femenina començà el 1977 | la categoria femenina començà el 1977 | la categoria femenina començà el 1977 | [ 2 ]       |
| XIV      | 1931 | Joaquim Roca                      | FC Barcelona                      | 58.6                              | la categoria femenina començà el 1977 | la categoria femenina començà el 1977 | la categoria femenina començà el 1977 | [ 2 ]       |
| XV       | 1932 | Josep Tugas Masachs               | FC Barcelona                      | 58.2                              | la categoria femenina començà el 1977 | la categoria femenina començà el 1977 | la categoria femenina començà el 1977 | [ 2 ]       |
| XVI      | 1933 | Joaquim Roca                      | FC Barcelona                      | 59.2                              | la categoria femenina començà el 1977 | la categoria femenina començà el 1977 | la categoria femenina començà el 1977 | [ 2 ]       |
| XVII     | 1934 | Joaquim Roca                      | FC Barcelona                      | 59.0                              | la categoria femenina començà el 1977 | la categoria femenina començà el 1977 | la categoria femenina començà el 1977 | [ 2 ]       |
| XVIII    | 1935 | Joaquim Roca                      | FC Barcelona                      | 58.8                              | la categoria femenina començà el 1977 | la categoria femenina començà el 1977 | la categoria femenina començà el 1977 | [ 2 ]       |
| XIX      | 1936 | Modest Bartrina Mas               | GEiEG                             | 1:02.2                            | la categoria femenina començà el 1977 | la categoria femenina començà el 1977 | la categoria femenina començà el 1977 | [ 2 ]       |
| -        | 1937 | no es disputà per la Guerra Civil | no es disputà per la Guerra Civil | no es disputà per la Guerra Civil | la categoria femenina començà el 1977 | la categoria femenina començà el 1977 | la categoria femenina començà el 1977 |             |
| -        | 1938 | no es disputà per la Guerra Civil | no es disputà per la Guerra Civil | no es disputà per la Guerra Civil | la categoria femenina començà el 1977 | la categoria femenina començà el 1977 | la categoria femenina començà el 1977 |             |
| -        | 1939 | no es disputà per la Guerra Civil | no es disputà per la Guerra Civil | no es disputà per la Guerra Civil | la categoria femenina començà el 1977 | la categoria femenina començà el 1977 | la categoria femenina començà el 1977 |             |
| XX       | 1940 | Pere Obón Ferreres                | SEU                               | 1:01.2                            | la categoria femenina començà el 1977 | la categoria femenina començà el 1977 | la categoria femenina començà el 1977 | [ 2 ]       |
| XXI      | 1941 | Pere Obón Ferreres                | SEU                               | 1:01.0                            | la categoria femenina començà el 1977 | la categoria femenina començà el 1977 | la categoria femenina començà el 1977 | [ 2 ]       |
| XXII     | 1942 | Joaquim Roca                      | FC Barcelona                      | 1:00.5                            | la categoria femenina començà el 1977 | la categoria femenina començà el 1977 | la categoria femenina començà el 1977 | [ 2 ]       |
| XXIII    | 1943 | Salvador Mercadé                  | FC Barcelona                      | 58.2                              | la categoria femenina començà el 1977 | la categoria femenina començà el 1977 | la categoria femenina començà el 1977 | [ 2 ]       |
| XXIV     | 1944 | Salvador Mercadé                  | FC Barcelona                      | 59.7                              | la categoria femenina començà el 1977 | la categoria femenina començà el 1977 | la categoria femenina començà el 1977 | [ 2 ]       |
| XXV      | 1945 | Salvador Mercadé                  | FC Barcelona                      | 59.4                              | la categoria femenina començà el 1977 | la categoria femenina començà el 1977 | la categoria femenina començà el 1977 | [ 2 ]       |
| XXVI     | 1946 | Salvador Mercadé                  | FC Barcelona                      | 1:00.0                            | la categoria femenina començà el 1977 | la categoria femenina començà el 1977 | la categoria femenina començà el 1977 | [ 2 ]       |
| XXVII    | 1947 | Helios Portolés Ejarque           | FC Barcelona                      | 58.4                              | la categoria femenina començà el 1977 | la categoria femenina començà el 1977 | la categoria femenina començà el 1977 | [ 2 ]       |
| XXVIII   | 1948 | Martí Perarnau Rosell             | CE Hispano Francès                | 58.0                              | la categoria femenina començà el 1977 | la categoria femenina començà el 1977 | la categoria femenina començà el 1977 | [ 2 ]       |
| XXIX     | 1949 | Helios Portolés Ejarque           | FC Barcelona                      | 57.9                              | la categoria femenina començà el 1977 | la categoria femenina començà el 1977 | la categoria femenina començà el 1977 | [ 2 ]       |
| XXX      | 1950 | José Fórmica-Corsi                | CN Barcelona                      | 56.4                              | la categoria femenina començà el 1977 | la categoria femenina començà el 1977 | la categoria femenina començà el 1977 | [ 2 ]       |
| XXXI     | 1951 | José Fórmica-Corsi                | CN Barcelona                      | 55.2                              | la categoria femenina començà el 1977 | la categoria femenina començà el 1977 | la categoria femenina començà el 1977 | [ 2 ]       |
| XXXII    | 1952 | Octavi Gratacós                   | GEiEG                             | 57.6                              | la categoria femenina començà el 1977 | la categoria femenina començà el 1977 | la categoria femenina començà el 1977 | [ 2 ]       |
| XXXIII   | 1953 | Xavier Saiz                       | CN Barcelona                      | 58.4                              | la categoria femenina començà el 1977 | la categoria femenina començà el 1977 | la categoria femenina començà el 1977 | [ 2 ]       |
| XXXIV    | 1954 | José Fórmica-Corsi                | CN Barcelona                      | 54.5                              | la categoria femenina començà el 1977 | la categoria femenina començà el 1977 | la categoria femenina començà el 1977 | [ 2 ]       |
| XXXV     | 1955 | Xavier Saiz                       | CA Stadium                        | 56.4                              | la categoria femenina començà el 1977 | la categoria femenina començà el 1977 | la categoria femenina començà el 1977 | [ 2 ]       |
| XXXVI    | 1956 | Josep Romaguera Fdez.             | FC Barcelona                      | 56.3                              | la categoria femenina començà el 1977 | la categoria femenina començà el 1977 | la categoria femenina començà el 1977 | [ 2 ]       |
| XXXVII   | 1957 | Josep Romaguera Fdez.             | FC Barcelona                      | 56.8                              | la categoria femenina començà el 1977 | la categoria femenina començà el 1977 | la categoria femenina començà el 1977 | [ 2 ]       |
| XXXVIII  | 1958 | August Blasi                      | CN Barcelona                      | 56.7                              | la categoria femenina començà el 1977 | la categoria femenina començà el 1977 | la categoria femenina començà el 1977 | [ 2 ]       |
| XXXIX    | 1959 | Francesc Lorente Monge            | CG Barcelonès                     | 56.3                              | la categoria femenina començà el 1977 | la categoria femenina començà el 1977 | la categoria femenina començà el 1977 | [ 2 ]       |
| XL       | 1960 | Josep Girbau Padrós               | CA Granollers                     | 55.8                              | la categoria femenina començà el 1977 | la categoria femenina començà el 1977 | la categoria femenina començà el 1977 | [ 2 ]       |
| XLI      | 1961 | Josep Fortuño                     | FC Barcelona                      | 55.3                              | la categoria femenina començà el 1977 | la categoria femenina començà el 1977 | la categoria femenina començà el 1977 | [ 2 ]       |
| XLII     | 1962 | Antonio Cazorla Navarro           | FC Barcelona                      | 54.4                              | la categoria femenina començà el 1977 | la categoria femenina començà el 1977 | la categoria femenina començà el 1977 | [ 2 ]       |
| XLIII    | 1963 | Josep Girbau Padrós               | RCD Espanyol                      | 54.4                              | la categoria femenina començà el 1977 | la categoria femenina començà el 1977 | la categoria femenina començà el 1977 | [ 2 ]       |
| XLIV     | 1964 | Antonio Cazorla Navarro           | FC Barcelona                      | 53.5                              | la categoria femenina començà el 1977 | la categoria femenina començà el 1977 | la categoria femenina començà el 1977 | [ 2 ] [ 4 ] |
| XLV      | 1965 | Josep Girbau Padrós               | FC Barcelona                      | 56.6                              | la categoria femenina començà el 1977 | la categoria femenina començà el 1977 | la categoria femenina començà el 1977 | [ 2 ]       |
| XLVI     | 1966 | Andrés Calabia Blasi              | CN Reus Ploms                     | 56.0                              | la categoria femenina començà el 1977 | la categoria femenina començà el 1977 | la categoria femenina començà el 1977 | [ 2 ]       |
| XLVII    | 1967 | Pau Gregori                       | JA Sabadell                       | 58.1                              | la categoria femenina començà el 1977 | la categoria femenina començà el 1977 | la categoria femenina començà el 1977 | [ 2 ]       |
| XLVIII   | 1968 | Enrique Tristán Ojanguren         | RCD Espanyol                      | 55.7                              | la categoria femenina començà el 1977 | la categoria femenina començà el 1977 | la categoria femenina començà el 1977 | [ 2 ]       |
| XLIX     | 1969 | Enrique Tristán Ojanguren         | RCD Espanyol                      | 56.5                              | la categoria femenina començà el 1977 | la categoria femenina començà el 1977 | la categoria femenina començà el 1977 | [ 2 ]       |
| L        | 1970 | Domingo Peroy                     | AD Antorcha                       | 55.9                              | la categoria femenina començà el 1977 | la categoria femenina començà el 1977 | la categoria femenina començà el 1977 | [ 2 ]       |
| LI       | 1971 | Manuel Soriano Nieto              | CN Barcelona                      | 52.5                              | la categoria femenina començà el 1977 | la categoria femenina començà el 1977 | la categoria femenina començà el 1977 | [ 2 ]       |
| LII      | 1972 | Julián Santiesteban               | CE Universitari                   | 54.7                              | la categoria femenina començà el 1977 | la categoria femenina començà el 1977 | la categoria femenina començà el 1977 | [ 2 ]       |
| LIII     | 1973 | Bernat Guerri Sánchez             | FC Barcelona                      | 55.9                              | la categoria femenina començà el 1977 | la categoria femenina començà el 1977 | la categoria femenina començà el 1977 | [ 2 ]       |
| LIV      | 1974 | Bernat Guerri Sánchez             | FC Barcelona                      | 53.3                              | la categoria femenina començà el 1977 | la categoria femenina començà el 1977 | la categoria femenina començà el 1977 | [ 2 ]       |
| LV       | 1975 | Jaume Basas Riba                  | CA Igualada                       | 54.2                              | la categoria femenina començà el 1977 | la categoria femenina començà el 1977 | la categoria femenina començà el 1977 | [ 2 ]       |
| LVI      | 1976 | Bernat Guerri Sánchez             | FC Barcelona                      | 53.7                              | la categoria femenina començà el 1977 | la categoria femenina començà el 1977 | la categoria femenina començà el 1977 | [ 2 ]       |
| LVII     | 1977 | Bernat Guerri Sánchez             | FC Barcelona                      | 54.3                              | Glòria Pujol Clusella                 | JA Sabadell                           | 1:03.9                                | [ 2 ]       |
| LVIII    | 1978 | Bernat Guerri Sánchez             | FC Barcelona                      | 54.2                              | Yolanda Dolz                          | CN Montjuïc                           | 1:05.8                                | [ 2 ]       |
| LIX      | 1979 | Bernat Guerri Sánchez             | FC Barcelona                      | 54.02                             | Ana Bermúdez                          | JA Barcelona                          | 1:04.43                               | [ 2 ]       |
| LX       | 1980 | David Meler Díez                  | CA Terrassa                       | 53.93                             | Montserrat Selga Brunet               | CA Manresa                            | 1:04.47                               | [ 2 ]       |
| LXI      | 1981 | Joan Perarnau Grau                | FC Barcelona                      | 54.77                             | Yolanda Dolz                          | CN Montjuïc                           | 1:02.11                               | [ 2 ]       |
| LXII     | 1982 | Francisco López                   | CG Barcelonès                     | 54.06                             | Montserrat Pujol                      | CN Barcelona                          | 57.30                                 | [ 2 ]       |
| LXIII    | 1983 | Germán Tejada Maset               | FC Barcelona                      | 51.92                             | Yolanda Dolz                          | CN Montjuïc                           | 1:01.20                               | [ 2 ]       |
| LXIV     | 1984 | Germán Tejada Maset               | FC Barcelona                      | 51.49                             | Yolanda Dolz                          | CN Montjuïc                           | 1:00.57                               | [ 2 ]       |
| LXV      | 1985 | Jesús Ariño Laviña                | FC Barcelona                      | 52.50                             | Yolanda Dolz                          | CG Barcelonès                         | 59.24                                 | [ 2 ]       |
| LXVI     | 1986 | Manuel Alpuente Toledano          | CA Vilanova                       | 53.81                             | Yolanda Dolz                          | FC Barcelona                          | 1:00.04                               | [ 2 ]       |
| LXVII    | 1987 | Albert Torné Ripoll               | CA Granollers                     | 53.41                             | Ma. Jesús Isla Gavín                  | CN Barcelona                          | 1:00.06                               | [ 2 ]       |
| LXVIII   | 1988 | Manuel Alpuente Toledano          | CA Vilanova                       | 52.53                             | Ma. Angels Solà Miret                 | CA Igualada                           | 1:00.84                               | [ 2 ]       |
| LXIX     | 1989 | David Sanahuja Llort              | FC Barcelona                      | 52.47                             | Yolanda Tello Mendiguchia             | AE L'Hospitalet                       | 1:01.16                               | [ 2 ]       |
| LXX      | 1990 | Jesús Ariño Laviña                | FC Barcelona                      | 51.93                             | Ma. Jesús Isla Gavín                  | AE L'Hospitalet                       | 1:00.21                               | [ 2 ]       |
| LXXI     | 1991 | Jesús Ariño Laviña                | FC Barcelona                      | 51.62                             | Ma. José López Córdoba                | CGB-L'Hospitalet                      | 1:01.06                               | [ 2 ]       |
| LXXII    | 1992 | Antoni Creus Melgosa              | CA Castellar                      | 52.41                             | Ma. José López Córdoba                | CGB-L'Hospitalet                      | 59.62                                 | [ 2 ]       |
| LXXIII   | 1993 | Josep Ant. Orive Bueno            | CA Calella                        | 52.83                             | Yolanda Dolz                          | València CA                           | 59.56                                 | [ 2 ]       |
| LXXIV    | 1994 | Joan Rodríguez Barnada            | CE Universitari                   | 52.59                             | Natalia Antúnez Carril                | CA Nou Barris-Querol                  | 1:02.26                               | [ 2 ]       |
| LXXV     | 1995 | Rafael Navarro Viñas              | CN Poble Nou                      | 52.38                             | Eva Paniagua Vela                     | FC Barcelona                          | 1:00.37                               | [ 2 ]       |
| LXXVI    | 1996 | Antonio Delgado Pavón             | L'Hospitalet At.                  | 53.24                             | Ma. Àngels Casals Rocher              | AA Catalunya                          | 1:02.36                               | [ 2 ]       |
| LXXVII   | 1997 | Fernando Salmerón                 | CN Barcelona                      | 53.42                             | Ma. Àngels Casals Rocher              | AA Catalunya                          | 1:01.82                               | [ 2 ]       |
| LXXVIII  | 1998 | Guillermo López Hortal            | FC Barcelona                      | 51.94                             | Cristina Masferrer Juliol             | GEiEG                                 | 1:02.12                               | [ 2 ]       |
| LXXIX    | 1999 | Guillermo López Hortal            | FC Barcelona                      | 52.69                             | Cristina Masferrer Juliol             | GEiEG                                 | 1:01.59                               | [ 2 ]       |
| LXXX     | 2000 | Raül Sabaté Cervelló              | Integra 2                         | 52.63                             | Eva Paniagua Vela                     | Integra 2                             | 58.01                                 | [ 2 ]       |
| LXXXI    | 2001 | Bernat Bartolomé                  | AAC-UBAE                          | 52.55                             | Eva Paniagua Vela                     | Integra 2                             | 59.11                                 | [ 2 ]       |
| LXXXII   | 2002 | Cristóbal García Espinosa         | Integra 2                         | 53.10                             | Laia Forcadell Arenas                 | Integra 2                             | 59.89                                 | [ 2 ]       |
| LXXXIII  | 2003 | Cristóbal García Espinosa         | Carrefour-Lleida                  | 53.28                             | Ángeles Rodríguez Rdgz.               | AAC-UBAE                              | 1:01.46                               | [ 2 ]       |
| LXXXIV   | 2004 | Pablo Martínez Ruiz               | FC Barcelona                      | 51.76                             | Ángeles Rodríguez Rdgz.               | AAC-UBAE                              | 1:00.61                               | [ 2 ]       |
| LXXXV    | 2005 | Cristóbal García Espinosa         | Carrefour-Lleida                  | 52.34                             | Laia Forcadell Arenas                 | Integra 2                             | 59.17                                 | [ 2 ]       |
| LXXXVI   | 2006 | Pablo Martínez Ruiz               | FC Barcelona                      | 51.03                             | Laia Forcadell Arenas                 | L'Hospitalet At.                      | 57.32                                 | [ 2 ]       |
| LXXXVII  | 2007 | Pablo Martínez Ruiz               | FC Barcelona                      | 51.67                             | Laia Forcadell Arenas                 | ISS-L'Hospitalet                      | 58.00                                 | [ 2 ]       |
| LXXXVIII | 2008 | Daniel Pedro García               | ISS-L'Hospitalet                  | 52.90                             | Laia Forcadell Arenas                 | ISS-L'Hospitalet                      | 57.89                                 | [ 2 ]       |
| LXXXIX   | 2009 | Xavier Carrión Pla                | JA Sabadell                       | 53.01                             | Laia Forcadell Arenas                 | ISS-L'Hospitalet                      | 58.59                                 | [ 2 ]       |
| XC       | 2010 | Juan Enrique Vallés               | CA Platges de Castelló            | 52.46                             | Olga Ortega Almagro                   | FC Barcelona                          | 59.99                                 | [ 2 ]       |
| XCI      | 2011 | Juan Enrique Vallés               | CA Platges de Castelló            | 52.75                             | Olga Ortega Almagro                   | FC Barcelona                          | 58.74                                 | [ 2 ]       |
| XCII     | 2012 | Juan Enrique Vallés               | FC Barcelona                      | 51.92                             | Elia Vallès Gamundi                   | AA Palamós                            | 1:02.69                               | [ 2 ]       |
| XCIII    | 2013 | Samuel Carnicero Fdez.            | FC Barcelona                      | 52.32                             | Alba Casanovas Muntada                | FC Barcelona                          | 1:00.98                               | [ 2 ]       |
| XCIV     | 2014 | Javier Delgado Osorio             | FC Barcelona                      | 52.19                             | Alba Casanovas Muntada                | FC Barcelona                          | 1:01.49                               | [ 2 ]       |
| XCV      | 2015 | Juan Enrique Vallés               | FC Barcelona                      | 51.61                             | Alba Casanovas Muntada                | FC Barcelona                          | 1:01.13                               | [ 2 ]       |
| XCVI     | 2016 | Juan Enrique Vallés               | FC Barcelona                      | 51.46                             | Sara Gallego Sotelo                   | ISS-L'Hospitalet                      | 59.17                                 | [ 2 ]       |
| XCVII    | 2017 | Oriol Piqueras Aragó              | ISS-L'Hospitalet                  | 53.36                             | Sara Gallego Sotelo                   | ISS-L'Hospitalet                      | 59.64                                 | [ 2 ]       |
| XCVIII   | 2018 | Esteban Fernández-Dávila          | ISS-L'Hospitalet                  | 51.68                             | Sara Dorda Sans                       | AA Catalunya                          | 1:01.04                               | [ 2 ]       |
| XCIX     | 2019 | Javier Delgado Osorio             | FC Barcelona                      | 50.95                             | Sara Gallego Sotelo                   | ISS-L'Hospitalet                      | 58.86                                 | [ 2 ]       |
| C        | 2020 | Javier Delgado Osorio             | FC Barcelona                      | 53.37                             | Geena Stephens Co                     | UA Terrassa                           | 1:00.84                               | [ 2 ]       |
| CI       | 2021 | Javier Delgado Osorio             | FC Barcelona                      | 52.72                             | Geena Stephens Co                     | FC Barcelona                          | 1:01.57                               | [ 2 ]       |
| CII      | 2022 | Javier Lorente Unión              | L'Hospitalet At.                  | 51.52                             | Geena Stephens Co                     | FC Barcelona                          | 59.00                                 | [ 2 ]       |
| CIII     | 2023 | Joel Martín Morell                | AA Catalunya                      | 51.78                             | Geena Stephens Co                     | FC Barcelona                          | 58.15                                 | [ 2 ]       |
| CIV      | 2024 | Javier Lorente Unión              | L'Hospitalet At.                  | 50.89                             | Martina Zunino                        | FC Barcelona                          | 1:00.16                               | [ 2 ]       |